# César Díaz (militar)
César Díaz, (Montevideo, 6 de julio de 1812 - Paso de Quinteros, 7 de febrero de 1858) fue un militar uruguayo, que comandó las tropas uruguayas en la batalla de Caseros y dirigió la revolución uruguaya de 1858, siendo ejecutado pocos días después de su derrota.

## Biografía
Fue hijo de Francisco Xavier Díaz de Castañón y Feliciana Martínez Dizidio y Zamudio. Se casó en 1846 con Josefa Martínez Ugarte.
En 1825 se enroló en el ejército de las Provincias Unidas del Río de la Plata para la Guerra del Brasil. Combatió en la batalla de Ituzaingó bajo las órdenes del coronel José María Paz.
Se trasladó a Buenos Aires y, en 1829, participó en la campaña a la provincia de Córdoba, combatiendo en las batallas de San Roque, La Tablada y Oncativo.
Tras la derrota de los unitarios se incorporó al ejército de la provincia de Buenos Aires. Apoyó al gobernador Juan Ramón Balcarce durante la Revolución de los Restauradores, de 1833. Se exilió en el Uruguay y apoyó la revolución de Fructuoso Rivera contra el presidente Manuel Oribe en 1837.
Combatió a órdenes de Rivera en Arroyo Grande y fue el autor de la conocida frase de que en esa batalla "todo se perdió, hasta el honor". Participó en la defensa de Montevideo durante el Sitio Grande. Fue comandante de la defensa de la ciudad y capitán general del puerto.
Se incorporó al Ejército Grande de Urquiza y participó en la batalla de Caseros como jefe de la División Oriental; Urquiza lo ascendió a general en el campo de batalla.
En julio de 1853 dirigió la revolución que derribó al presidente Juan Francisco Giró, y fue ministro de guerra y marina del Uruguay durante la primera dictadura de Venancio Flores; ejerció interinamente la presidencia. Durante ese tiempo escribió una larga e interesante autobiografía, sus "Memorias".

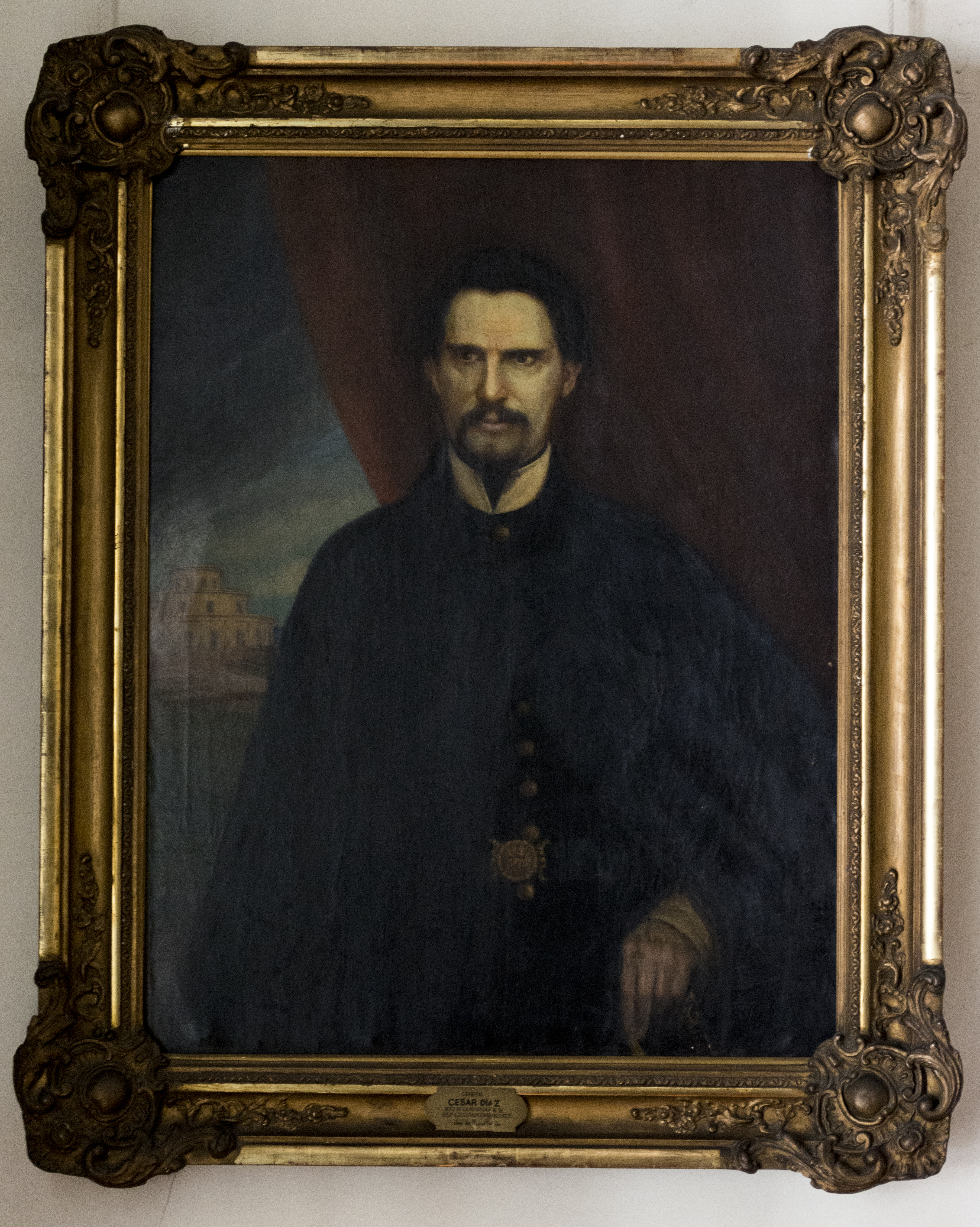
Retrato de César Díaz provisto por el Museo Histórico Nacional de Uruguay en el marco de un proyecto GLAM entre esa institución y Wikimedia Uruguay.

Se exilió en Buenos Aires y desde allí dirigió la revolución uruguaya de 1858, contra el presidente Gabriel Antonio Pereira: varios grupos de colorados se rebelaron en distintos puntos de la campaña uruguaya, mientras el 6 de enero, Díaz desembarcaba en Montevideo César Díaz; intentó tomar la ciudad, pero fue obligado a retirarse al interior.
Pereyra quiso terminar con la casi continua guerra civil y condenó a muerte por anticipado a los invasores. En su decisión tuvo importancia el hecho de que, poco antes, el gobierno del Estado de Buenos Aires había hecho lo mismo con el general Jerónimo Costa y sus acompañantes.
Tras una dura batalla, Díaz fue vencido en un combate en Cagancha por el coronel Lucas Moreno, y unos días más tarde, por el general Anacleto Medina en el Paso de Quinteros, sobre el río Negro. Medina garantizó las vidas de los jefes de la revolución a cambio de la rendición de Díaz y sus oficiales.
Medina intentó convencer al presidente de perdonar la vida a los rebeldes, pero el presidente repitió su orden: Díaz y otros 150 oficiales fueron ejecutados el 1 de febrero de 1858 en el mismo Paso de Quinteros, en la llamada Hecatombe de Quinteros.
Una calle de la Ciudad de Buenos Aires ubicada en los barrios de La Paternal, Villa Santa Rita, Villa General Mitre, Vélez Sarsfield, Floresta y Villa del Parque honra su memoria. Asimismo es recordado en el nombre de una calle en el barrio de la Aguada de Montevideo.